# Narodno kazalište Ivan Vazov
Narodno kazalište Ivan Vazov (bugarski: Народен театър „Иван Вазов, Naroden teatar „Ivan Vazov“) najstarije je i najpoznatije bugarsko kazalište, koje zbog svoje povijesne i kulture važnosti nosi naslov Bugarskog narodnog kazališta. Smješteno je u samom središtu glavnog grada Sofije s pogledom na Gradski vrt.
Osnovano je 1904. na nagovor umjetnika iz glumačke družine »Salza i Smyah«, koja je 1900-ih i 1910-ih djelovala u bugarskoj prijestolnici Sofiji. Isprva nije nosilo naslov Ivana Vazova niti naslov narodnog kazališta već je bilo ugledno gradsko kazalište. Na samom otvorenju kazališta odigrana je praizvedba Vazove kazališne drame »Izopćenici«, jedne od najpoznatijih i najizvedenijih bugarskih dramskih djela.
Sama zgrada kazališta izgrađena je u neoklasicističkom stilu, prema nacrtima poznatih bečkih arhitekata iz Biroa Fellner & Helmer. Kamen temeljac postavljen je početkom 1906., a kazalište je svečano otvoreno 7. siječnja 1907. Veći dio zgrade bio je značajno oštećen tijekom gradskog požara 1923., ali je 1929. obnovljen prema nacrtima njemačkog arhitekta Martina Dülfera.
Uz kazalište je 1925. osnovana i glumačka škola, u kojoj su školovani prvi bugarski glumci. Zgrada je pretrpjela velika oštećenja tijekom Savezničkog bombaridiranja Sofije u Drugom svjetskom ratu 1943. i 1944., ali je već sljedeće godine obnovljena nastojanjima gradskih dužnosnika.
Pročelje kazališta nalazilo se na naličju kovanice 50 bugarskih leva, kovanih od 1999. do 2006. godine.

## Vanjske poveznice
- Službene stranice kazališta (bug.) (engl.)
- Povijesne fotografije i snimke stare Sofije (bug.)
- Službena stranica kazališta na Facebooku (bug.) (engl.)